# Jug
 Ovo je glavno značenje pojma Jug. Za druga značenja pogledajte Jug (razdvojba).
Jug je jedna od četiri glavne strane svijeta. Položaj juga u odnosu na sjever, koji se smatra osnovnom stranom svijeta je 180 stupnjeva ili 6 sati. Gledano prema jugu, zapad je 90 stupnjeva desno a istok 90 stupnjeva lijevo. Položaj juga na zemljopisnim mapama je na dnu mape ako nije drugačije naznačeno.

## Orijentacija prema jugu
Jug je moguće pronaći na više načina a jedan od najpouzdanijih je uz pomoć kompasa. Magnetna igla kompasa uvijek pokazuje pravac sjevera, a njena suprotna strana pravac juga. 
Jug je moguće pronaći uz pomoć sata na kazaljke i sunca. Na sjevernoj polutki Sunce je u podne u pravcu juga. Malu kazaljku sata potrebno je usmjeriti prema suncu, a zatim zamisliti kut između male kazaljke i oznake koja na satu označava dvanaest sati. Sredina tog zamišljenog kuta daje pravac juga.